# Jeanine Assani-Issouf
Jeanine Assani-Issouf (* 17. August 1992 in Marseille) ist eine französische Leichtathletin, die sich auf den Dreisprung spezialisiert hat. 

## Sportliche Laufbahn
Erste internationale Erfahrungen sammelte Jeanine Assani-Issouf bei den Jugendweltmeisterschaften 2009 in Brixen, bei denen sie mit 12,53 m in der Qualifikation ausschied. Bei den Junioreneuropameisterschaften 2011 in Tallinn belegte sie mit einer Weite von 12,80 m den neunten Platz und 2013 gelang ihr in der Qualifikation der U23-Europameisterschaften in Tampere kein gültiger Versuch. 2015 nahm sie erstmals an den Halleneuropameisterschaften in Prag teil und schied dort mit 13,71 m in der Qualifikation aus. Sie nahm auch an den Weltmeisterschaften in Peking teil und erreichte dort mit einer Weite von 14,12 m im Finale den neunten Platz. 2016 nahm sie an den Hallenweltmeisterschaften teil und wurde mit einem Sprung auf 14,07 m Siebte. Bei den Europameisterschaften in Amsterdam schied sie mit 13,80 m. Dennoch nahm sie an den Olympischen Spielen in Rio de Janeiro teil, erreichte aber auch dort mit 13,97 m nicht das Finale.
Bei den Halleneuropameisterschaften 2017 in Belgrad schied sie mit 13,94 m als Neunte der Qualifikation bereits in der Vorrunde aus, wie auch bei den Weltmeisterschaften in London, bei denen 13,87 m nicht für den Finaleinzug reichten. Im Jahr darauf wurde sie bei den Europameisterschaften in Berlin mit 14,12 m Siebte. 2019 schied sie bei den Halleneuropameisterschaften in Glasgow mit 13,74 m in der Qualifikation aus und 2022 wurde sie bei den Mittelmeerspielen in Oran mit 13,56 m Vierte.
In den Jahren von 2016 bis 2018 und 2020 wurde Assani-Issouf französische Meisterin im Dreisprung im Freien sowie von 2014 bis 2017 auch in der Halle.

## Persönliche Bestleistungen
- Dreisprung: 14,43 m (+0,4 m/s), 8. Juli 2018 in Albi
  - Dreisprung (Halle): 14,17 m, 27. Februar 2016 in Aubière